# BESK
BES, acrónimo de Binär Elektronisk SekvensKalkylator ("Computadora de Secuencia Binaria") fue el segundo computador de Suecia tras el BARK, y el primero usando tubos vacíos en vez de relés. Fue desarrollado por Matematikmaskinnämnden (Consejo sueco para desarrollo de computadores) y durante un tiempo fue el ordenador más rápido en el miversidad de Lund, y DASK hecho en Dinamarca.

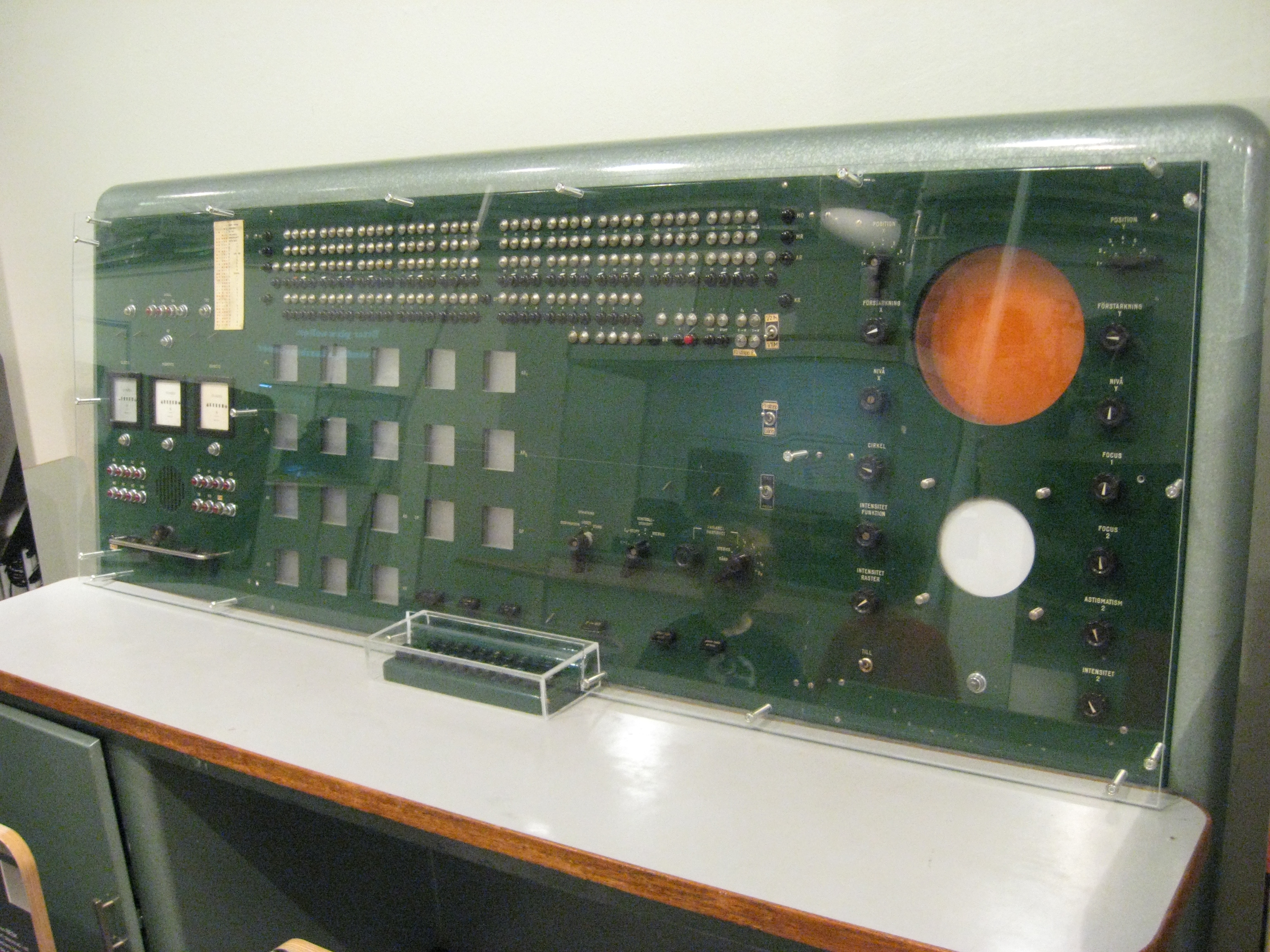
Panel de control de BESK

BESK fue desarrollado por el Consejo sueco para desarrollo de computadores ( Matematikmaskinnämnden )que unos años después diseñarían el predecesor BANK ( Binär Aritmetisk Relä-Kalkylatorr, en español "el computador aritmetico binario " ). El consejo al principio fue dirigido por Conny Palm,
el cual muere en diciembre de 1951, después de lo cual Stig Comét asumió el mando. El hardware fue desarrollado por Erik Stemme.Gösta Neovius y Olle Karlqvist eran los responsables del conjunto de instrucciones y la arquitectura. Fue fielmente modelado en la máquina IAS para la cual el equipo de diseño había recuperado dibujos durante una beca por el Instituto para el Estudio Avanzado (IAS) y el Instituto tecnológico de Massachusetts , EE UU.

## Componentes
BESK era una máquina de 40-bit ; era capaz de hacer una suma en 56 μs y una multiplicación en 350 μs. La longitud de instrucción era de 20 bits, por lo que cada palabra podía almacenar dos instrucciones.BESK contenía 2400 "tubos de radio" ( tubos de vacío ) y 400 diodos de germanio ( por lo que fue en parte de estado sólido ). El consumo de energía era de 15 kVA.

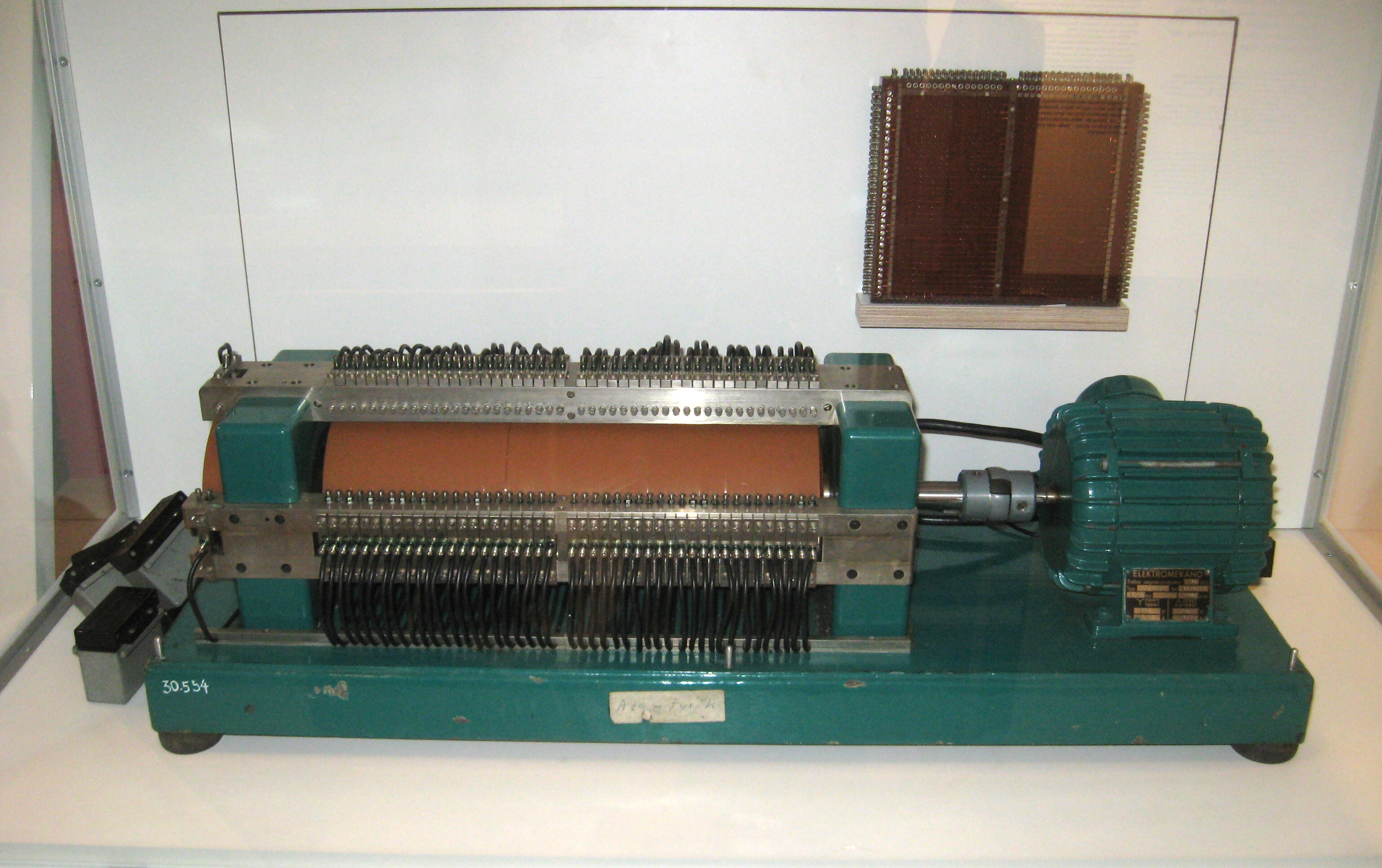
memoria de ordenador BESK

Al principio el tiempo de ejecución medio de 5 minutos fue alcanzado, antes de que los problemas de hardware aparecieran. En 1954 el sistema se hizo más estable. Los límites de facturación fueron presentados para permitir al nuevo principio de software después de fracasos de hardware.

Al principio BESK tenía una memoria de 40 bit de tubo Williams con 40 tubos de cátodo, y 8 tubos de repuesto. La memoria inicial fue encontrada como insuficiente y dieron a Carl-Ivar Bergman unas pocas semanas para construir e instalar una memoria principal de ferrita en 1956. Para ser terminado antes del plazo ellos contrataron a amas de casa con la experiencia de hacer punto para hacer la memoria. Uno de los nuevos bits de memoria no funcionó al principio, pero fácilmente fue cortado y sustituido.

## Usos
Los primeros cálculos fueron hechos el 1 de abril de 1954 y BESK manejaba los datos meteorológicos para Carl-Gustaf Rossby y la agencia SMHI meteorológica, las estadísticas para el proveedor de telecomunicaciones Televerket, los perfiles aéreos para el avión de ataque Saab Lansen, y perfiles terrestres para la administración de caminos sueca( Vägverket ). Durante las noches , el Establecimiento de Radio de Defensa sueco Nacional (FRA) usó BESK para el desciframiento de mensajes de radio. BESK también fue usado para cálculos para la industria de energía nuclear sueca, por ejemplo las simulaciones de Monte Carlo del espectro del neutrón , y para el programa de armas nucleares sueco , pero la mayor parte de aquellos cálculos fueron hechos por SMIL. En 1957 Hans Riesel usó BESK para descubrir el número primo Mersenne con 969 dígitos , el primo más grande conocido entonces.
Aunque es secreto militar, se cree que SAAB alquiló el BESK durante un tiempo para hacer los cálculos de fuerza alar del avión de caza Saab Lansen. A finales de 1955 SAAB pensó que la capacidad era insuficiente y comenzó a trabajar sobre el SARA, SAABS räkneautomat  ("Computador de SAAB"), que iba a ser el doble de rápido que BESK. Algunos antiguos empleados de SARA fueron a Facit y trabajaron en el Facit EDB.

## Origen y significado
"Besk" en sueco significa "amargo". Es el nombre también de una bebida alcohólica destilada de la hierba Artemisia absinthium L. típica de la provincia de Skåne, donde se encuentra Lund. Al parecer se trataba de un juego de palabras intencionado e inadvertido después de que las autoridades negaran el uso del nombre CONIAC (a partir del nombre de su creador Conny Palm y la palabra sueca para Integrante), por el parecido a Cognac para su predecesor el BARK.